# Arcinella cornuta
Arcinella cornuta is een tweekleppigensoort uit de familie van de Chamidae. De wetenschappelijke naam van de soort is voor het eerst geldig gepubliceerd in 1866 door Conrad.
Jeugdig

Rechter klep
Linker klep